# 伝説巨神イデオンの登場人物
伝説巨神イデオンの登場人物（でんせつきょじんイデオンのとうじょうじんぶつ）では、テレビアニメ及び小説作品『伝説巨神イデオン』とその劇場アニメ映画『THE IDEON』に登場する架空の人物について説明する。

## 地球人
地球人類の個人名は基本的に日本人と同様の姓・名（ファミリーネーム・ファーストネーム）という設定である。例外はカミューラ・ランバンで、彼女のみファーストネーム・ファミリーネームの順である。このほか、小説版ではキッチ・キッチンが自身の父親の名前をクルト・キッチンであると発言しているが、アニメでの父親の名前は不明。

### ソロシップクルー
ユウキ・コスモ
声 - 塩屋翼
性別：男性 年齢：16歳 髪の色：赤 髪型：アフロヘアー。血液型：O型 Rh:(－)　登場話：第1話〜第39話、接触篇、発動篇
本作の主人公であり、イデオンAメカのメインパイロット及びイデオンのパイロットを務める。第6文明人の遺跡調査団長ユウキ・ロウル博士の息子。ナイフの達人。ナイフの使用は、各場面での回数を重ねるごとに上達しているように見える。また、番組企画書によれば、父の趣味の影響でクレー射撃も得意だという。メカマニアで日常的なメカの扱いに関しては自分以上の者はいないと思っている。第1話において、コスモが乗り込んだことで初めてイデオンメカが起動した。母親とは生き別れているらしく、地球連合軍ブラジラーの基地指令カミューラ・ランバンに母の面影を重ねたことがあった。熱血漢で物語初期はその若さゆえにベスに反抗することもあった。反抗期ということからか少し怒りっぽいところもあり、物語の序盤では何かと皮肉を言い怒鳴ることも多かった。しかし、ソロシップクルーの人間関係や葛藤を見続け、キッチ・キッチンとの出会いと別れなどを経験したこともあり、物語の終盤では周囲を冷静に分析し、達観視できるほどに精神的に大きく成長する。
発動篇ではカーシャの死に涙しながらも最後の最後まで戦い、イデの導きによりバッフ・クランの業を背負うドバ・アジバと交信、戦いの真の意味を悟る。しかし、イデの意志に最後まで抵抗したのも彼だった。両腕を吹き飛ばされても、イデオンの機体と共に全てが消滅するその瞬間までその眼差しはイデに抗い続け、生きる意志を失わなかった。戦いに疲れた彼の魂は、因果地平で最も遅く目覚めることとなった。
古城武司版の漫画では実に主人公らしい明るく情に篤い熱血少年として描かれている。
彼の特徴的なアフロヘアーは準備第一稿の段階から既に設定されていたという。第二稿では同監督作『機動戦士Ζガンダム』のカミーユ・ビダンのような髪型へと一時的に変更されたが、決定稿で再びアフロが復活している。なお、準備稿での名前は”ユウキ・シン”であった。
ジョーダン・ベス
声 - 田中秀幸
性別：男性 髪の色：暗緑色 登場話：第1話〜第39話、接触篇、発動篇
地球連合軍ソロ星駐留空軍の士官候補生。事実上難民のリーダーで、ソロシップの船長。名門ジョーダン家の御曹司。物語の初期にはBメカのパイロットをすることもあった。ビームソードを扱う剣術の腕は、バッフ・クランの侍たちも驚くほどの実力を持つ白兵戦最強の男である。バッフ・クランのカララ・アジバと恋仲になったが、第2話での初対面の時点でデートに誘っている。クルーの反発を受けながらもカララを戦闘アドバイザーとして起用し、ソロシップ内での彼女の居場所を作った。そのためブリッジクルーなどから白い目で見られることもあったが、時間と共に周囲との関係は改善された。
物語の中でイデの力が増す中、自身のエゴにとらわれないように第31話で故郷と両親を捨て去ったが、心理的負担から病に伏し、その最中、第34話では夢の中でイデと対話した。
発動篇では妊娠したカララを失い、さらに相次ぐ搭乗員の死を目の当たりにしながらもソロシップの指揮を執っていた。艦内に侵入したバッフ・クラン兵たちを退けていたが、幾度も被弾し深手を負う。最後はガンドロワの第二射によってソロシップ共々跡形もなく消滅した。
1981年8月号の「アニメージュ」の付録としてイベント用のベスとカララのコスプレ用型紙「カップル型紙」が掲載され、ベスについては田中秀幸が実際にその衣装を着てポーズをとる写真が掲載されている。

イムホフ・カーシャ
声 - 白石冬美
性別：女性 年齢：17歳 髪の色：金髪 髪型：ツインテール 登場話：第1話〜第39話、接触篇、発動篇
イデオンCメカのメイン・パイロット。イデオンに合体後は主にミサイルの発射・コントロールを担当。夏と冬しかない過酷な環境の植民星A92で生まれ育った。軍の英才教育を受け、ロケット整備士の免許を持っているが、第16話でベスが「軍人ではない」と証言している。男勝りの勝ち気な性格で、劇中幾度となく描かれている。そのかわいらしいルックスから他人に女の子らしく見られるが、そう見られること自体が自尊心を絶えず傷つけると感じているという。TV版では最後まで気丈さを失わなかった。コスモに比べ、現実を受け入れようとしない頑固さもあったが、ところどころで性格の弱さや幼さ、わがままさを見せる場面もあった。
コスモとは意地の張り合いで衝突が絶えなかったが、発動篇においてベスとカララの姿を見て、互いが男女として大切な存在だと認め合う。その後イデオンを降りてカララとその胎児「メシア」の護衛に就くが、戦闘で全身に榴散弾（描写は不明瞭でブックレットや書籍によっては敵メカ残骸と解説される場合もある）を浴び蜂の巣状態となって絶命。イデの意志を悟りながらも、自らの生きてきた意味を問いかけたセリフは彼女の死の際にコスモの脳裏に再びよぎり、悲壮感を誘った。
小説版でのフルネーム表記はイム・ホフ・カーシャ。アニメ版とは異なり、最終決戦の途中でイデオンを降りることなくイデ発動の瞬間までイデオンに搭乗して戦い続けた。
フォルモッサ・シェリル
声 - 井上瑤
性別：女性 年齢：18歳 髪の色：ピンク 登場話：第1話〜第39話、接触篇、発動篇
第6文明人の遺跡を調査していたフォルモッサ・ロダン博士の娘。フォルモッサ・リンの姉。言語学者の卵で、遺跡調査スタッフの一員だった。理知的だが物語初期は大変自己中心的な性格でベスやカララと対立し、ソロ・シップを脱走したこともあり、コスモやジョリバからその性格を「朴念仁」とたびたび評された。ソロ・シップやイデオンの謎の解明に力を尽くし、イデの恐るべき力と性質に気づき戦闘の回避を訴えたこともあったが、時すでに遅く地球とバッフ・クランの対立は深まっており、イデの力から逃れられない運命を嘆く。物語中盤、月基地でイデの解明を目前にしたところで地球連邦軍の兵士の邪魔を受け、その際に手助けしてくれたキラニン・コルボックを目の前で殺され、その回の終わりまでショック状態が続く。妹リンとは不仲に見えたが、アジアンで彼女が銃弾に倒れた際には激しく嘆き悲しみ、首謀者コモドアを銃撃した。終盤ではイデを究明する同志であるギジェ・ザラルと恋仲になるも、リンと彼の死により精神の均衡を失い狂気を見せるようになる。
発動篇にてパイパー・ルウを連れ出し、イデに救いを求めたものの、彗星の衝突とともに吹き飛ばされ命を落とす。彼女の魂を迎えに来たのはギジェだった。
声を担当した井上は、人間味がなくあまりに身勝手なシェリルの性格にうんざりし、番組の初期にはアニメ誌などでコメントを求められるたびに、「かわいいところのない嫌な女」と評していた。さすがに監督・富野も気にしていたようで、恋の季節を迎えさせてやったことも井上の言と無関係ではなかった、と当時のアニメック誌で仄めかしている。また、のちに井上はロマンアルバムのインタビューで「本当は弱くてかわいそうな女」と述べている。
アフタ・デク
声 - 松田たつや（現・松田辰也） / 小桜エツ子（スーパーロボット大戦シリーズ）
性別：男性 年齢：10歳 髪の色：茶 登場話：第1話〜第39話、接触篇、発動篇
コスモの弟分。もともと戦闘員ではないが、第16話からイデオンAメカのサブパイロットになる。ソロ星リスラシキのラパパをペットとしていつも連れていた。なかなかの努力家で、戦闘中に戦術の知識を披露してコスモにほめられたり、重傷を負った影響で一時的に視力の低下したコスモの目の代わりを果たしたこともある。しかし、第25話のキャラル星と第37話のアジアン星では非戦闘員扱いされて艦を降ろされ、憤慨していた。
発動篇ではカーシャがイデオンを降りた後Bメカコクピットを担当、物語の最後までコスモらと共に戦い抜いたが、ガンド・ロワ第二射によりペットのラパパとともに消し飛ぶという最期を迎える。
コスモ役の塩屋が『科学忍者隊ガッチャマン』で収録期間中の声変わりを経験したのと同様、デクを演じた松田も当時思春期の少年だったためTVシリーズの中盤辺りより変声期が訪れ、劇場版収録時にはかなり大人びた声に成長している。なお第30・31話では、劇中にデクが登場しエンディングにも松田の名前があるものの、無言でOKサインを出したのみでセリフは一言も発していない。これは収録日に松田が修学旅行に行く予定になっていたことに配慮した結果である。
バンダ・ロッタ
声 - 山田栄子
性別：女性 年齢：15歳 髪の色：黒 登場話：第2話〜第39話、接触篇、発動篇
炊事・洗濯・掃除・育児や農作業など、ソロ・シップの内部作業を一手に引き受けていた感がある。第13話ではカララがソロ・シップのクルーとなることを許せず、銃での暗殺を試みたことさえあった。その後カララと日常的に接することで彼女の異星人観は大きく変わっていった。基本的に温和で、ソロシップ内の母親的存在だった。第30話にてソロ・シップに密航中のギジェを発見したが、見逃している。第33話ではBメカを操縦するギジェの監視を行った。
接触篇でマヤヤ、発動篇でソロ・シップに侵入したハルル・アジバ配下のトロロフを射殺するが、直後にトロロフとともにハルルの護衛についていたキラルルに射殺された。
フォルモッサ・リン
声 - 横沢啓子（現・よこざわけい子）
性別：女性 年齢：14歳 髪の色：茶 登場話：第2話〜第37話、接触篇、発動篇
フォルモッサ・シェリルの妹。姉と違って家庭的な性格で、よくバンダ・ロッタの手伝いをしていた。頭脳明晰な姉に対するコンプレックスをもっていたが、その分、デクやロッタらと農作業をしたり、ルウの面倒を見たりと周囲に気を遣うことができた。
第37話にてコモドアの人質作戦に巻き込まれ、その抗争の最中にアジアン兵の銃弾に倒れた。
小説版では、デス・ドライブ中の亜空間でのソロシップとハルル艦との接触事故で命を落としている。
ファトム・モエラ
声 - 佐々木秀樹 / 井上剛（スーパーロボット大戦シリーズ）
性別：男性 髪の色：茶 登場話：第4話〜第32話、接触篇、発動篇
地球連合軍ソロ星駐留空軍の補欠パイロット。ベスの後任として第9話からイデオンBメカのメインパイロットになる。イデオンに合体した際は主にイデの力を含めた出力制御を担当。軍人であることや、やや直情的な性格から戦闘中はコスモと意見が対立することもあったが、状況を素早く判断できる冷静さを持ち合わせていた。幼少時代はファードのような気の弱い性格だったらしく、本人もそれを気にしているのか、ファードに対しては子供でありながら厳しく当たったりもした。
第32話においてファム・ラポーと互いに意識しあう仲になるも、その回の戦闘でコックピットが炎に包まれる中、波導ガン発射のために最後まで機関の操作を続けながら焼死するという最期を遂げる。今際の際に太陽系第6惑星の輪が欠けるのを見ながらつぶやいたセリフはテレビ版と接触篇とでは大きく異なるが（差し違えた相手も異なり、テレビではルクク、接触編ではダラムである）、共に「運命」という言葉があり、自分たちの運命に抗おうとする彼の姿を象徴していた。その名前は、ギリシア神話の運命の女神・モイラに由来するとの解釈がある（『アニメック』誌）。
イラ・ジョリバ
声 - 塩沢兼人（テレビ版のナレーションも兼任）
性別：男性 年齢：18歳 髪の色：黄 登場話：第2話〜第39話、接触篇、発動篇
ソロ・シップのメインクルーで機関担当。機関室でソロ・シップのエンジンの出力調節を行ったり、イデオン波動ガンを調べたりしていた。第19話ではバッフ・クランのギャムス・ラグと交渉する際のカララの護衛兼パイロットや第27話ではムーンランド潜入時にシェリルの護衛を務めた。なぜか第27話で髪の毛が真っ白なワンシーンがある（本来は金髪）。交渉する際に戦闘機を操縦したが、腕はなかなかのものだった。
最終話において、イデの力によってカララとともにバッフ・クランの巨大戦艦バイラル・ジンにテレポートさせられる。その際カララをかばい、ドバ・アジバにビームソードで背中を斬られた。傷を心配するクルーに対して「大丈夫だ」と何度も言っていたが、劇中で場面が移るごとに容態は悪化しており、発動篇ではその傷が元で力尽き亡くなっている。
因果地平では、生前接触がなかったはずのキラルルとカップルで飛翔する姿が見られる。
ナブール・ハタリ
声 - 横尾三郎（第7話まで） / 井上和彦（第9話以降）
性別：男性 髪の色：青 登場話：第4話〜第39話、接触篇、発動篇
ソロシップのメインクルーで操縦担当。第15話ではシェリルらと一緒にソロシップを脱走しようとしたこともあるが、一方でベスが不在の時にはソロシップの指揮を執っていた。本作品では美形な方だが、靴下の穴をコスモから指摘され「3日間履いている」と答えるなど不精な一面がある。また、左右の眉毛の太さが異なるという特徴がある。
発動篇でDS（デス）ブレーキをかけようとした時にバッフ・クランの兵士に頭部を撃ち抜かれ、「ばかな！俺はまだ何もやっちゃいないんだぞ…」と言い残し絶命した。
ギャバリー・テクノ
声 - 桜本昌弘 / 島田敏（第3話） / 小野田英一（第12話） / 千葉繁（第23話・クレジットなし）
性別：男性 髪の色：黄 登場話：第3話〜第39話、接触篇、発動篇
イデオンB、Cメカのコパイロットをすることが多かった。大柄な体格かつ気さくな人柄だが、パイロットスーツを着ると異様に着やせした描写がされている時がある。物語全般において、コスモはなぜか彼に対してだけは丁寧な口調だった。イデオン合体時は腰部のセンター・グレンキャノンの砲手を務めることが多かった。また第25話では、キャラル軍の戦闘機カルテットに搭乗してバッフ・クランのダラム隊と交戦している。
発動篇ではCメカパイロットとしてコスモ、デクらと共にイデオンに搭乗して最後まで戦い、ガンドロワの第二射を受けたイデオンの内部で崩壊するイデオンの部品の奔流に飲まれ吹き飛んでいった。
マルス・ベント
声 - 三橋洋一（現・橋本晃一）
性別：男性 年齢：17歳 髪の色：黒 登場話：第2話〜第39話、接触篇、発動篇
数少ない眼鏡キャラクター。イデオンB、Cメカのコパイロットを務めることが多かった。モエラとギジェの双方の戦死の際にはともにBメカに同乗し、いずれの際も生還した（ゆえに、当時のアニメ誌では「死神ベント」とあだ名されていた）。
Bメカ被弾または破損の際の生存確率が異常に高いのは「コックピットからすぐに逃げる」「機関室の様子をこまめに見に行く」という行動が多かったからである。ジョリバら技術スタッフが操作した場合、機関室は見事復旧するのに対し、なぜか彼の場合は何もできず、何があったのか「ダメだぁ…」と傷つきよろめきながら出てくる時すらあった。
発動篇にてイデオンがガンド・ロワの第一射を受けた際、イデオンが自身の機関部を守るために発生させたバリアーに接触して跡形もなく消し飛んだ。ガンド・ロワの第一射で死んだのはソロシップクルーの中で彼だけだった。２人のレギュラーキャラクターの死に立ち会った強運の持ち主にしてはあまりにもあっけない最期であり、しかも当人のキャラクター描画が不明瞭なため、三橋の声に注目していないと誰が死んだのかわからないほどであった。その描写も、一瞬のうちに衝撃で破損したイデオンの部品が胴体に突き刺さり、さらにイデのエネルギーで背後から焼かれて消し飛ぶという、儚く消えるレギュラーキャラクターの数々と比べてあまりにも悲惨な末路を迎えている。この乱雑な扱いに関し、コンテにこっそり「今は一人の死に構っていられる余裕はないのです!!」となぜイデが彼をあっさり見殺しにしたのか、富野の言い訳が記されている。
キロル
声 - 市東昭秀
性別：男性 登場話：第36話
ソロシップの乗組員。ソロシップに自爆用の核爆弾をしかける作業中、パニック状態に陥り宇宙服のまま宇宙空間に飛び出すが、追いかけてきたコスモによって説得された。
ファム・ラポー
声 - つるたきみこ
性別：女性 髪の色：赤茶 登場話：第17話〜第39話、接触篇、発動篇
ソロシップでは医療を務める看護兵。第32話でモエラと恋仲になるも、同話で彼を失う。発動篇では射殺されたカララのお腹の子供がなおも生き続けていることを目の当たりにする。控えめな少女だが、画面上で分かる限り女性クルーの中で最後まで闘い抜いたのも彼女である。
丸顔で母性本能を感じさせる性格。因果地平でモエラと再会してうれしそうに彼に抱きつく様子は、ハタリ、ベント、テクノから暖かくからかわれた。
マラカ・ファード
声 - 高木早苗
性別：男性 髪の色：白 登場話：第3話〜第39話、接触篇、発動篇
設定年齢は6歳だが、デクよりも背が高い。臆病な性格の少年で、いつも人形を手放せないでいる。第32話でモエラの叱咤を受け、その後人形を御守りとして託した彼の死を目の当たりにしたことで強くなることを誓い、発動篇の頃にはラポーを激励して共にソロシップを守る戦いに参加するまでに成長した。
発動篇では子供ながらも銃を取り、ソロ・シップ内に侵入したバッフ・クラン兵と戦った。
ノバク・アーシュラ
声 - 松原雅子
性別：女性 年齢：5歳 髪の色：茶 登場話：第2話〜第39話、接触篇、発動篇
バッフ・クランの襲撃で家族を失い、ロッタやリンの保護を受ける女児。いつもデク達とにぎやかに騒いでいた。農作業を手伝うなど子供らしい健気さが覗える。活発で好奇心の強い子供で、デクと一緒に逃げ込んだ惑星の探検に出かけたこともあった。
発動篇ではソロシップ内の白兵戦の際に、敵兵士の吹き飛んできた上半身に気を取られた直後、ジョングが破壊される間際に放った大口径砲の直撃で頭を吹き飛ばされるという凄惨な死を遂げた。松原はその死に方について「同じ死ぬのでもきれいに死なせたかったですね」と述べている。
パイパー・ルウ
声- 井上瑤
性別：男性 髪の色：白 登場話：第2話〜第39話、接触篇、発動篇
設定年齢1歳半。最初はつかまり立ちしかできなかったが、発動篇では救急箱を運んでくるほどに成長した。作中では母親が登場しているが第2話で死んでおり、その後はロッタやリンの手でソロ・シップ内で育てられていた。「イデ」はルウの恐怖心や純粋防衛本能に何度も反応し、その都度イデオンやソロシップはバリヤーの強化や新たな武器の発動など、持てる力を解放していった。武装の強化とは別の意味でルウがソロ・シップに乗船していたことはクルーにとって幸いであり、実は彼が乗船していなければイデの最終的な発動はもっと早く、監督によると「おそらく第2話の時点で行われていた」とされ、その使命はやがてはメシアに受け継がれる。なおルウが最初に発した言葉は「イデ」だった。クルーらはルウが言葉を喋り、かつそれが「イデ」という現実に偶然とは思えぬ不気味なものを感じた。発動篇でシェリルにソロシップ甲板に連れ出された際に大人用の簡易宇宙服に入れられており、以後最期までそのままだった。因果地平では誕生したメシアを迎えた。
ミムラ・ジムナウ
性別：男性
小説版のみに登場するイデオンの機関士。肌が浅黒いアジア系であるとされている。
アニメでは、イデオンの機関士はベントがパイロットと兼任するため登場しない。
ヨシユキトミノ
性別：男性
発動篇のみに登場するソロシップクルー。カメオ出演している監督の富野喜幸。
ブリッジの片隅で戦闘など気にせずにガンダムⅡの絵コンテを片手に持ちながら自身の作品に悩んでいる。

### 軍人
カミューラ・ランバン
声 - 近藤多佳子（現・近藤高子）
性別：女性 髪の色：濃いピンク 登場話：第14話
アンドロメダ方面ブラジラー基地の司令。ジョーダン・ベスの幼年学校時代の教官だったらしい。20代半ばの息子がいるが、10年前に別れたきりである。直前の戦闘におけるジルバル・ドクの攻撃に対する恐怖で幼児退行を起こしたコスモを気遣って基地内を案内した。
コスモと共にソロシップに向かう途中、爆風で飛ばされたシュッター・カタムの下敷きになり、コスモの眼前で命を落とす。この際はコスモが無我夢中で押しつぶされたカミューラの手を引っ張って助け出そうとするも、その途端カミューラは悲鳴を上げて息絶えるという生々しい描写があった。彼女の死はコスモの怒りを呼び覚まし、物語中初のイデオンのミサイル一斉発射・通称「全方位ミサイル」攻撃を行った。因果地平のシーンでも娘と共に出番があったが、カットされた。
ガンツ
声 - 千葉繁
性別：男性 髪の色：茶 登場話：第1話、接触篇
ソロ星陸軍の士官。ソロ星空軍士官であるジョーダン・ベスの言葉を信じ、第6文明人の遺跡発掘現場に戦車5両を指揮して出動した。
バッフ・クランとのファースト・コンタクトの際の戦闘で戦死。
コボル
声 - 玄田哲章
性別：男性 髪型：禿頭 登場話：第18話
アジアン星の副司令官。ブラジラー基地からの司令書を偽造して入国したソロ・シップを出迎えた。上司である司令官をごく自然に操縦していたらしく、バッフ・クランへの反撃やソロシップの強奪を進言した。
ギジェ隊による準光速ミサイルの第2波攻撃で司令部ごと消滅。
ヌージャン
声 - 山田俊司（現・キートン山田）
性別：男性 登場話：第31話
地球連合軍ヨーロッパ方面軍本部の副官。痩身で見るからに策士といった風貌。ベス救出に来たギジェ・ザラルに警備兵ともども殴られ、昏倒した。
パーキンスン
声 - 千葉繁（TV版） / 筈見純（劇場版）
性別：男性 髪の色：茶 登場話：第23話〜第25話、接触篇、発動篇
ダラム隊の準光速ミサイルによって壊滅したキャラル星軍の生き残りで、山岳地帯にある秘密軍事基地「スタグラ」の司令官。キッチ・キッチンの父親をよく知っているらしく、キッチンを「お嬢さん」と呼ぶ。当初はソロシップへの補給を拒んだが、バッフ・クランの軍事力を目の当たりにして考えを改め、ソロシップと共同してダラム隊への反撃作戦を行った。彼自身は作戦時、基地に残った。
フレンダリー・リミッター
声 - 水鳥鉄夫
性別：男性 登場話：第28話
戦艦ムサッシおよびクラップ級巡洋艦4隻で構成された地球連合軍艦隊の司令で、ソロシップの引き渡しを要求した。折しも攻撃してきたダラム隊と交戦、旗艦ムサッシ以外の戦力を失うが、ダラムの乗艦をあと一歩まで追いつめた。しかし反撃を受けて航行不能に陥り月面に不時着。ダラム隊消滅後、艦が炎上する状況下でソロシップに対する砲撃を命じる。しかし直後にイデオンに主砲塔を破壊され、ムサッシ共々宇宙の塵となった。
マーシャル・フランクリン
声 - 上田敏也
性別：男性 登場話：第34話〜第36話
戦艦スカラベリィおよびクラップ級巡洋艦6隻で構成された地球連合軍艦隊の司令。ソロシップを地球に連れ戻す命令を受けていた。バッフ・クランのハンニバル隊壊滅直後にドウモウ・スターに接近、その際ハンニバル・ゲンの投降を受け入れる。第35話においてハンニバル発案によるナイト・スターの衛星を準光速ミサイルで攻撃してイデオンとソロシップの頭上に落下させる作戦を行った。第36話ではベス達クルーによるソロシップ放棄・爆破を支持する発言をしながらも自爆用核爆弾を解除するための工作隊を送り込むなど、したたかな一面を持つ。褐色の肌だが、小説では日焼けした肌と強調されていた。
突如現れたバッフ・クランのガルババ隊と交戦、奮戦するも乗艦スカラベリィを撃沈され戦死。
ミラクリン
声 - 屋良有作（第34話） / 上恭ノ介（第35話、第36話）
性別：男性 登場話：第34話〜第36話
マーシャル・フランクリンの副官。ソロシップと接触した際、ベスとフランクリンの会話に口を挟んだコスモを怒鳴りつけたが、フランクリンにたしなめられた。
ライス
声 - 田中康郎
性別：男性 登場話：第31話
地球連合軍ヨーロッパ方面軍本部長。禿頭でモノクル（単眼鏡）を着用。ジョーダン・ベスに軍本部への出頭を命じ、ソロシップとイデオンの引き渡しを命じた。これを断ったベスを監禁し、ベスの両親に説得させた。
レクラン
声 - 稲葉実
性別：男性 登場話：第32話
ムサッシ級戦艦ゴーリキィおよびクラップ級巡洋艦4隻で構成された地球連合軍艦隊の司令。ソロシップに「地球連合艦隊に編入する」との地球連合艦隊総司令のメッセージ映像を届けた。ソロシップに対して好意的で、メッセージに思わず失笑するクルーに対して怒ることもなかった。レクラン艦隊は太陽系を離脱するソロシップと共同してルクク隊と交戦。太陽系第6惑星軌道上の戦闘においてソロシップとの約束を守りバッフ・クランの攻撃の前面に立つが、集中砲火を浴びて乗艦ゴーリキィは轟沈、乗艦と運命を共にした。
ロン
声 - 山口晃
性別：男性  登場話：第36話
地球連合軍の兵士。第35話でイデオンにろ獲された、重巡洋艦クラップに乗り組んでいた。クラップがソロシップの避難民船として使用されることに抗議したが、ベスにあしらわれる。マーシャル・フランクリン艦隊に引き取られた。

### その他（地球）
キッチ・キッチン
声 - 鵜飼るみ子
性別：女性 髪の色：青 登場話：第23話〜第25話、発動篇
キャラル星軍の高級将校の娘。壊滅したキャラル星の都市で子供たち数人と生き残っていたところをコスモに発見される。イデオデルタから降りたコスモを異星人と勘違いして銃撃するが、バッフ・クランと戦闘する姿を見て誤解は解けた。しかし、「イデオンとソロシップの存在のためにキャラル星が攻撃を受けた」との認識は最後まで変わらなかった。コスモはキッチンに恋愛感情を抱いたが、彼女はそれに気づかなかったようである。だが、無意識の内に彼に惹かれるようになっていくさなか、第25話で生き残りの子供たちをスタグラ基地に誘導する途中、不時着していたダラム・ズバと遭遇して突出した子供の巻き添えによって射殺された。なおダラム・ズバは相手が非武装の少女だと気付いたときには、迂闊だったという様子を見せていた。
発動篇では序盤にて、コスモの眼前で戦闘の爆撃に巻き込まれ、四散する。その死に様は、血を撒き散らしつつ飛んでいく彼女の生首がコスモのヘルメットのバイザーに映りこむという惨たらしい物であり、TV版とは打って変わってビジュアル的にも衝撃的なものとなっている。
発動篇終盤にて互いに意識のみの存在になったコスモと再会。しかし、彼女は気持ちを通じ合わせながらもコスモとは別離し、自分の幸せを求める。これは最後までコスモの想いに気づかなかったのではなく、彼の幼馴染カーシャに気を利かせたのでは、と言われている。
ラストシーンで「幸せになろうな」とキッチンに声をかけるコスモとのやりとりについて、富野は「この時点で彼女達は‘前世の尻尾’がまだ残っており、しかも自分達が死んでいることをはっきりと自覚してはおらず、のちに新しい生命へと輪廻転生する頃には全てを忘れてしまっている」と語っている。
小説版ではアニメにおけるキャラル星の出来事がアジアン星のエピソードと統合されたためアジアン星の住人として登場。最期はイデオン強奪に失敗して逃走したギジェを追跡したコスモに、暗がりで誤認され射殺されてしまう。
キラニン・コルボック
声 - 安原義人（TV版） / 徳丸完（劇場版）
性別：男性 登場話：第27話
科学アカデミー所属の科学者。この科学アカデミーは劇中での説明はなかったが、ソロ星で発掘を行っていた科学庁とは別の頭脳集団という設定。イデに関する科学庁の報告に興味を持ち、月軌道上のソロシップと接触。シェリルの要請を受け、軍管轄下にあった大型コンピューター「グロリア」の月面端末に案内した。
ソロ・シップのクルーと違って人間的に接する彼の態度にシェリルは心惹かれていたが、「グロリア」によるイデ解析成功の直後、警備兵に射殺される。彼の存在はシェリルに確実な変化を与えていた。
第27話のEDではコルボックルと誤記されており、コロボックルが名前の元ネタとされる。
コモドア
声 - 滝雅也（TV版） / 徳丸完（劇場版）
性別：男性 髪の色：薄青 登場話：第37話、発動篇
準光速ミサイルの攻撃を受けて壊滅したアジアン星生き残りのトップ。バッフ・クランのグラダブラ・ドロンと協力してソロシップに対する人質作戦を行った。その際、アジアン兵によってフォルモッサ・リンが射殺される。人質解放時にリンの姉、フォルモッサ・シェリルの銃撃により致命傷を受け、人質救出部隊の一員として参加していたギジェ・ザラルの情けの一撃によって絶命する。
エミリアという名前の妻がいた。発動篇ではその妻と共に因果地平へと飛び立った。
ジョーダン・マック
声 - 飯塚昭三
性別：男性 登場話：第31話
ジョーダン・ベスの父親で退役軍人。地球連合軍に監禁されたベスを説得しようとした。軍の命令に反抗するベスの態度を最後まで理解できなかったようである。ベスの子供時代・青年時代の写真を肌身離さず持ち歩いていたが、第31話のラストで全て破り捨て、息子と絶縁する決意を固めた。一方、古城武司のコミカライズでは地球を去るソロシップを見送りつつ、自らの選んだ道を貫く息子を誇りに思うと語っている。
ジョーダン・エルミ
声 - 近藤多佳子
性別：女性 登場話：第31話
ジョーダン・ベスの母親でジョーダン・マックの妻。夫と共に地球連合軍に監禁されたベスを説得しようとした。夫と同様、軍に逆らうベスの態度を理解できなかった。
フォルモッサ・ロダン
声 - 笹岡繁蔵（TV版） / 塚田正昭（劇場版）
性別：男性 髪の色：茶 登場話：第1話、接触篇
科学庁所属の著名な考古学者で、ソロ星の第6文明人の遺跡を調査していた。シェリル、リンの父親。彼の名前は科学アカデミーのキラニン・コルボックやアジアン星のコボル副司令も知っていた。バッフ・クランと地球人のファーストコンタクトの戦闘の際、爆風で飛ばされた大岩の下敷きになって死んだ。
ユウキ・ロウル
声 - 池田勝（TV版） / 玄田哲章（劇場版）
性別：男性 髪の色：茶 登場話：第1話、接触篇
科学庁所属の考古学者で、ソロ星の第6文明人の遺跡調査を指揮していた。コスモの父親。バッフ・クランと地球人のファーストコンタクトの戦闘の際、爆撃で倒された発掘機械の下敷きになって死んだ。

## バッフ・クラン
武人の位などについての詳細はバッフ・クランを参照。
バッフ・クランの個人名は西洋人と同様に名・姓（ファーストネーム・ファミリーネーム）の順という設定。また、例外はあるものの、苗字と男性の名前には必ず濁音、女性の名前には同じ響きが続く事が多いという規則性もある。

### 軍人（バッフ・クラン）
カララ・アジバ
声 - 戸田恵子
性別：女性 年齢：17歳 髪の色：紺。血液型：O型 Rh:(－) 登場話：第1話〜第39話、接触篇、発動篇
バッフ・クラン宇宙軍総司令ドバ・アジバの次女。ハルルの妹。軍人の名門の家に生まれながらも戦いを嫌っているため父や姉との仲は悪い（小説版ではハルルと異母姉妹の関係にある）。ロゴ・ダウ（ソロ星）調査隊に同行、好奇心から地球人に接近したために地球とバッフ・クランの戦闘が発生。混乱の中でソロシップに乗船することになる。バッフ・クラン軍に関する知識が豊富なため、ベスの要請に応え第13話からソロシップの戦闘アドバイザーとなる。理想主義者のお嬢様だったが、物語が進むにつれ精神的に成長した。はじめはソロシップの中で異星人として白眼視されていたが、第13話にてバンダ・ロッタに銃を向けられた際に、逃げずに立ち向かった姿勢や、第15話にてソロシップの脱走者に人質として利用された際、進んで罪を被るなどの行為によって、次第に信頼を獲得していった。
コスモが重傷を負ってRh－型の血液が必要になった際、検査で同じ血液型である事が判明し、コスモに輸血を行っている。ギジェ・ザラルとは婚約者同士だったが、地球人のベスと恋に落ち、物語終盤で彼の子メシアを身籠る。バッフ・クランと地球人の間に育まれた生命はイデに強い影響を与えていた。
最終話にてイデの導きにより父であるドバとの会見に臨むが決裂。TV版ではこの時イデが発動する。
発動篇においてTV版の最終話同様にイデの力で父ドバの元へ導かれるが脱出。妊娠していたことで胎児を守ろうとしたイデの力によりソロシップへ逃げ込むことに成功する。しかし、ソロシップ船内に侵入した姉・ハルルに「女としての嫉妬」をぶつけられる形で射殺される。彼女の最期は、「顔面にのみ銃弾を次々撃ち込まれる」という凄惨なものだった。
キャラデザインはカララを演じた戸田本人の素顔をモデルにしている。ベスの項で記したように、1981年8月号の「アニメージュ」付録にベスとカララのコスプレ衣装の「カップル型紙」が掲載され、カララについては戸田恵子が実際にその衣装を着てポーズをとる写真が掲載された。
『太陽の牙ダグラム』の48話にカメオ出演しているがセリフはない。
ハルル・アジバ
声 - 麻上洋子
性別：女性 髪の色：赤 登場話：第10話〜第21話、第28話、第32話、第37話、第38話、接触篇、発動篇
バッフ・クラン宇宙軍総司令ドバ・アジバの長女。カララの姉（小説版では異母姉妹の関係にある）。父の期待にただ一点（女性であること）を除いてすべて応えている女傑。サムライの最高位、ハングの武人という設定。まだ25歳だが、アバデデ曰く「年増のじゃじゃ馬」。アバデデ隊の失敗後、戦艦ドロワ・ザンに多数の新兵器を搭載して登場し、ソロシップを追跡した。
第12話で再会したカララに平手打ちを浴びせ、地球人との接触をもたらすきっかけを作った妹を批判し、グハバ・ゲバに妹を部下達の前で辱めるように命令した。
しかし、そんなハルル自身は父ドバの命によって女性としての生き方を捨てたために、女性らしい魅力を持ち、敵対する異星人とも打ち解け、異星人の男と結ばれた妹カララへのコンプレックスが深く、その劣等感は接触篇での「この面子、取り戻せまい……」というセリフと、発動篇でカララを殺害した後のドバとの会話でも窺える。
第21話でドロワ・ザンが撃沈され本国に戻ったが、第38話でソロ・シップとの再戦を果たす。オーメ財団の傭兵ダラム・ズバとはかつて恋人同士だった。
発動篇では重機動メカ・ザンザ・ルブを駆ってソロシップに侵入、異星人の子を身籠もった妹・カララを射殺する。帰還後、「アジバ家の体面と名誉を守るため」と言いつつ、「女としての幸せを得た妹への妬みと憎しみゆえの行動だった」という本心を父・ドバの前で吐露、ドバが去った直後にはダラムの名を涙声で口にした。男勝りで誇り高い彼女が、初めて人前で弱さを見せた瞬間だった。麻上は、ハルル役について、今までの自分の役とは180度違うし、自身の性格とも異なっているので、役作りの点では難しかったが、挑戦する面白さがあり、今後の仕事にもプラス、と雑誌のインタビューで答えている。
その後はソロシップをダラムの仇敵と執拗に追撃するが、イデオン・ガンによってバイラル・ジン下部1/3と共に消滅した。
死後、因果地平でダラムと再会し、和解するに至る。子供達がメシアの誕生を祝い、合唱していた「ハッピーバースデートゥーユー」を聞いて穏やかな表情を見せており、自身もその歌を口ずさんでいた。
ドバ・アジバ
声 - 石森達幸
性別：男性 髪の色：青 登場話：第28話、第37話、第39話、接触篇、発動篇
バッフ・クラン宇宙軍総司令。ハングの位。ハルルとカララの父。ズオウ大帝が支配するバッフ・クラン現体制の打破のために「イデの力」を手に入れようとしていた。物語終盤、バッフ・クラン宇宙軍すべてを使ってソロシップに対する大包囲作戦を行った。最終回において娘カララとの再会を果たすが、異星人の子供を宿したことに激昂。イデの期待を裏切ってカララおよびソロ・シップの殲滅を命じた。そのためイデが発動し、二つの種族の滅亡という形で物語は終了した。
発動篇ではバッフ・クランの業を体現する人物として描かれ、イデも彼を「標的」としてコスモ達に示していた。イデオン包囲作戦の最終局面で、イデの導きによりコスモと交信し戦いの真の意味を悟るも、戦いをやめることはできなかった。その理由である二人の娘が意の通りにならなかった心中を「父親の悔しみ」と吐露した。
総監督の富野由悠季は後年、本作の制作当時まだ幼かった自身の娘二人（一人は富野幸緒）がもしもこのように育ったらどんな気持ちになるのかという「シミュレーションとしてドバのドラマを構築した」と述べている。
最期は戦闘停止を求める自軍の将兵らを一蹴するも、業を煮やした彼らに射殺された。
ギジェ・ザラル
声 - 林一夫
性別：男性 髪の色：青 登場話：第1話〜第11話、第17話、第18話、第21話〜第38話、接触篇、発動篇
ロゴ・ダウ調査隊の先発隊隊長。サビアの武人。下級貴族の出身だが、飲んだくれの父が亡くなった後に母の反対をおして士官学校へと身を投じた。やがて優秀な成績で頭角を現し、ドバ・アジバの目にとまる。小説版によると、その佇まいに中世の古武士の面影を見たドバによって甚く気に入られ、幹部候補生でありながらイデ捜索隊の隊長へと抜擢された。操縦技術、格闘能力、指揮能力すべてに秀でる優秀な「サムライ」で、カララの婚約者だったが、イデオンとソロ・シップに対する作戦がことごとく失敗したため第18話にて失脚。ダラム・ズバ率いるオーメ財団の私設軍に参加するもイデオンに敗北を続けたため、ダラムにも見捨てられ第27話にて月面に取り残された。その後、「イデの何たるかを知りたい」という一念で敵だったソロシップに潜り込み、最終的にはソロシップ側に寝返ることとなる。自らを「破廉恥漢」と自嘲しつつも、その傷を舐めあうかのようにシェリルと恋仲になった。武人の誇りを重んじるバッフ・クランにあって、特にプライドの高かった彼にとってこれは堪え難いことであろうことは容易に想像できることだが、惹かれ合う気持ちを偽ることはしなかった。コスモ達の前に姿を現した際はクルー全員から責められるが、自身の罪を償いたいが償う術がないと男泣きする。その姿から垣間見えるのはコスモ達とは違う「大人」の姿だった。生真面目で真摯な彼にクルー達は次第に信頼を寄せるようになり、第33話からはモエラの後任としてイデオンBメカのメインパイロットを務めた。
ソロシップのクルーからは、数多く登場したバッフ・クランの武人の中でも一目置かれていたようで、寝返った際に「一番強かった」とカーシャが評していた。
第38話でのステッキン・スターにおいて、包囲されたCメカを救出すべく敵メカにBメカでの体当たり攻撃を敢行した際、粘着性の巨大食虫植物の葉に接触し身動きが取れなくなり、そこに集中砲火を浴びて下半身を吹き飛ばされる。そのギジェの自己犠牲にイデは強く反応し、イデオンは自らの意思で合体しイデオンソードを発生させ、ギジェはその輝きを見届けつつ「こ、これが、イ、イデの、発現か？」の言葉を最後に息を引き取る。発生したソードは包囲していたアディゴ隊はおろかステッキン・スター自体を両断し惑星の反対側にいたバッフ・クランの艦隊までをも殲滅するほどの超絶的な威力を発揮していた。
劇場版『接触篇』では月面でバルメ・ブラムで出撃するがイデオン・ソードの前に敗れ、ダラムの母艦も撃破されて月面に取り残された所で倒れていたシェリルを救出してソロシップに乗り込む。シェリルやカララの取り成しとコスモの「敵だった人間を受け入れるのもイデの試練なのでは」との言葉によりクルーに迎えられる場面で『接触篇』は締め括られるが、続く『発動篇』の開巻早々にTV版第38話と同様の死を遂げる。その後、ラストシーンに於いて霊体になった彼が、イデに救済を願ったが彗星消滅の衝撃で吹き飛ばされて死んだシェリルの魂を迎え（この時は因果地平での姿とは異なり、生前同様に服を着た半透明で緑一色の姿だった）、因果地平へと導いた。
小説版では、アニメ版での彼の死を描いたステッキン・スターのエピソードが存在しない代わりに、バイラル・ジンから脱出したカララとジョリバを救う戦闘の際に戦死している。
古城武司版コミカライズでは序盤こそアニメに忠実な性格だが中盤以降は容姿・性格共に大幅にイメージチェンジされ、ベスとカララの仲を冷やかしたりリンやシェリルに軽口を叩くなど若者らしい天衣無縫な言動が多くなる。
カララと同じく、キャラクターデザインの最終リファインに林一夫本人がモデルとして描かれている。後に、林自身がギジェのオーメ財団に身を置いたころの終盤スタイルを模倣している。

アバデデ・グリマデ
声 - 池田勝
性別：男性 髪の色：薄緑 登場話：第3話〜第10話
ロゴ・ダウ調査隊の隊長。バクサの位。穏やかな口調とは対照的に大胆な作戦を行う武人。亜空間戦闘を得意とし、ギジェやダミドに理解を示す良き指揮官でもある。妊娠中の妻・ロココと幼い娘・ルローラがいる。ルローラはネジピコと呼ばれる動物の赤ちゃんを土産に欲しがっていた。
第10話でドグ・マックに搭乗し、クリスタル・スターの生物・バジンを利用した作戦でイデオンとソロシップに大ダメージを与えたが、バジンの習性に気づいたコスモの機転により逆にバジンの攻撃を受けることとなり、戦死してしまう。家族の絆を最も大切にしていた彼が、父と姉に見殺しにされようとしているカララを救おうと奔走するが、事情を理解していたカララには「バッフ・クランの生き方が全てではない」と拒絶され、本人曰く「バカな死に方」をすることになる。
死後、救出されるはずだったカララには「忠義忠節だけの男。面白くもない」と冷評されているが、家族の愛に恵まれなかったカララの嫉妬や苛立ちの言葉とも取れる。
ガルババ・グラ
声 - 田中亮一（TV版） / 戸谷公次（劇場版）
性別：男性 髪の色：茶 登場話：第36話
サビアの位。若く長身の整った顔立ち。乗艦はガドモワ・ザン級ギモワ・ザン。艦隊の構成はほかにサディス・ザン級6隻。バッフ・クランで有名なダンサーであるミヤ・アイザックとの結婚を控えている。ナルシシストでソロ・シップとイデオンの戦力を軽く見ていたが、最終的には全戦力を投入するなど、指揮官としては優秀だった。
ソロ・シップが発した時空振に誘導され、ソロ・シップおよび地球連合軍のマーシャル・フランクリン艦隊の近くに出現。交戦してフランクリン艦隊を撃破するも、イデオン波導ガンの砲撃を受けて艦隊が全滅し、彼も戦死した。
因果地平で恋人、ミヤと再会した。
ギャムス・ラグ
声 - 兼本新吾
性別：男性 髪の色：茶 髪型：ショートヘア 登場話：第19話、第20話
バクサの位の武人。戦力が枯渇したハルル隊に巡洋艦サディス・ザン単艦ながら援軍として登場。新型戦闘機ゴンド・バウ、重機動メカロッグ・マックでソロシップを苦しめた。額にこぶがあり、肥満している自らの容姿にコンプレックスを抱いており、彼が通った後には草一本生えないとの風評がある。非常に好戦的な性格であり、時間稼ぎが目的だったとはいえ直接交渉に来たカララ・アジバからの「イデオンとソロ・シップを巡洋艦2隻と交換する」という提案を言下に断り、交渉決裂直後にカララに対する攻撃命令を出している。
乗艦のサディス・ザンでソロ・シップに肉薄するも、配下の戦士キヤヤ・ブフのロッグ・マックと接触して爆死する。
キヤヤ・ブフ
声 - 小山茉美
性別：女性 髪の色：紫 登場話：第20話
ギャムス・ラグ配下のゾウト（サビア説あり）の位の戦士。兄のドッバ・ブフと共に「双子の悪魔」の異名でバッフ・クランに勇名を轟かせていた。兄とテレパシーによる会話が可能で、強力な連携攻撃で敵を撃破してきた。ロッグ・マックでイデオンとソロ・シップに肉薄したが敵わず、イデオンに投げ飛ばされてギャムスの乗艦と接触し、爆死。
グハバ・ゲバ
声 - 渡辺猛
性別：男性 髪の色：青 登場話：第11話〜第13話
ハルル・アジバ配下の武人。バクサの位。片方の目と眉が過去の戦闘による負傷のために若干小さくなっている。レーザー剣の腕前はベスと互角。第12話にて停戦交渉に来たカララの着衣をハルルの命令で破り、命令でその姿を嘲笑する（このシーンは当時のTVアニメーションにあってはセンセーショナルな話題を呼び、カララを演じた戸田恵子はシナリオを見て「shocking!」と語ったとのことである）。「ハルルは過去に大失恋をしたため男に対して八つ当たりをしている」とダミド・ペッチに語るなど、なかなかの事情通である。ただし、失恋の相手までは知らなかった。
開発されたばかりの重機動メカ、ジグ・マックの試作機を操りイデオンを苦しめたが、ドッキングアウトしたAメカのパンチが彼の乗るコックピットを直撃し、戦死。
因果地平でトロロフと共に、メシアの元へ向かう。
グルダブラ・ドロン
声 - 渡辺猛
性別：男性 髪の色：オレンジ 登場話：第37話
バクサの位の武人。短い刃を仕込んだ杖を持ち歩いている。乗艦はガドモワ・ザン級ガモン・ザン。艦隊の構成はほかにサディス・ザン級数隻。イデオンおよびソロシップと遭遇戦を行った後、付近にあったアジアン星に向かう。アジアン星の生き残りトップのコモドアに血判状を提出して信用させ、ソロシップに対する人質作戦を行わせた。作戦失敗後、アジアン星を脱出しようとするが、イデオン波導ガンの砲撃を受けて艦隊は全滅、彼も戦死した。
コドモン・ムロン
声 - 加藤治
性別：男性 髪の色：白 登場話：第38話
ハルル・アジバ配下の武人。バクサの位。彼を含めて画面上出てきた彼の部隊はすべて老人で構成されており、高齢のため各部隊から放逐されたサムライ・ゾウトを集めた部隊だった。
自ら重機動メカのアディゴに搭乗し、イデオンおよびソロシップを攻撃。その猛攻によりギジェ・ザラルを死に追いやるも、その意思に共鳴し合体したイデオンが自らの意思で発生させたイデオン・ソードに巻き込まれて乗機が爆散し、戦死した。
シラク
声 - 中谷ゆみ
性別：女性 登場話：第1話、接触篇、発動篇
カララ専用シートを備えたコポラ11号機のパイロット。グラム・ザンで一番の操縦の腕前。
追跡してきたコポラ6・7号機とソロ星陸軍の遭遇戦の際、カララの身を案じて上昇したところにトカモフの戦車砲の直撃を受けて戦死。
ジルバル・ドク
声 - 石森達幸（TV版） / 池田勝（劇場版）
性別：男性 髪の色：白 登場話：第14話、第15話、接触篇、発動篇
重機動メカ、ジグ・マックの開発者にしてハルル・アジバ配下の武人。バクサの位。劇中では示されなかったが、技術者の一階級である「チャムの工人」出身という設定。ジグ・マック3機とズロオ・ジック数機からなる戦力でイデオンと戦闘。第14話では先行し過ぎたAメカに集中攻撃を行ってコスモ以外の乗員を死亡させ、コスモが戦闘恐怖症を起こすまでに追い込んでいる。第15話で地球の植民星「ダボラ・スター」がソロシップを受け入れるという偽りの通信を流し、ソロシップの一部クルーを脱走させた。
脱走者を人質にしてイデオンと交換しようとしたが、コスモの機転により失敗。ジグ・マックの肉薄攻撃でイデオンに大ダメージを与えるも、部品をえぐり取って後退しようとしたところをドッキングアウトしたAメカのパンチをコックピットに受けて戦死。
ズダカ
声 - 不明
性別：男性 髪の色：紺 登場話：第3話
ギジェ直属の配下。ギジェがカララ救出の作戦に向けて決死隊のメンバーを募った際、真っ先に名乗りを挙げた。任務の際にはカララの確保を命じられ、鉢合わせたロッタやソロシップの子供たちに光線銃を向けてカララの所在を聞き込むも返答がなかったため発砲するが、イデが瞬時に発動したバリアによって光線を倍以上の威力で弾かれ被弾し、消し炭となって死亡した。ギジェにはその死を悔やまれる。
ゼキタン
声 - 笹岡繁蔵（TV版） / 玄田哲章（劇場版）
性別：男性 髪の色：白 登場話:第19話、第21話、接触篇
ハルルの参謀。アジバ家に古くから仕え、ハルルはかなり頼りにしていた。一応高位の武人だが、ゾウトの服の色にミスペイントされている場面もある。
ダミド・ペッチ
声 - 田中崇（現・銀河万丈）
性別：男性 髪の色：茶 登場話：第1話〜第12話、第16話、接触篇、発動篇
ロゴ・ダウ調査隊の先発隊副長。サビアの位。同格のギジェをライバル視し、何度も出し抜こうとしたが果たせなかった。彼とその郎党は戦闘機ギル・バウを駆りハーケンと呼ばれるワイヤー付き楔を使用した電撃による攻撃を好んで行った。死地となった戦闘では部下に特攻を命じていた。ギジェとは対照的な野心家で、部下の死に「これで巨神を倒せるのだから仕方がない」と言い放ち、最後まで「死んでたまるかー」と叫ぶなど、野心、功名心の強さを反映した描写が多かった。
第16話にてジグ・マックに搭乗して亜空間戦闘でイデオンを追いつめたが、イデオンのキックを受けた味方機と接触して戦死。接触篇ではソロ星において戦闘機ギル・バウでイデオンにハーケン攻撃を行っている時にイデオンからのミサイルで撃墜された。古城武司のコミカライズ版では戦傷によって醜怪なサイボーグ体となったことを儚み、武人としての栄誉に取り憑かれたかのような無謀な突撃の果てに撃破される。
因果地平で、マヤヤと共に飛翔していた。
演じた田中はダミドのアクの強い性格を気に入っており、劇場版ではそうした要素をほとんど出せなかったことを残念がっている。
ドッバ・ブフ
声 - 二又一成
性別：男性 髪の色：紫 登場話：第19話、第20話
ギャムス・ラグ配下のゾウト（サビア説あり）の位の戦士。妹のキヤヤ・ブフと共に「双子の悪魔」の異名でバッフ・クランに勇名を轟かせていた。妹とテレパシーによる会話が可能で、強力な連携攻撃で敵を撃破してきた。
ロッグ・マックでイデオンとソロ・シップに肉薄したが敵わず、脱出ポッドで特攻をかけるも、イデオンのパンチを食らい、ソロシップのバリアーに弾かれ、ミサイルの直撃を受けて戦死。
ナロブ
声 - 清川元夢
性別：男性 髪の色：白 登場話：第5話、第7話、第8話
ザラル家の家臣。ギジェが重機動メカに搭乗した際のコパイロットなどを務めたが、ドグ・マックが破壊された際、戦死したとみられる。ギジェは彼のことを「じい」と呼んでいた。
バジラウ・ギルバ
声 - 戸谷公次
性別：男性 髪の色：暗緑色 登場話：発動篇
ハルル・アジバ配下のサビアの武人。ソロ・シップに対して白兵戦を行ったジョング隊の指揮官。ソロシップのブリッジまで侵入したが、ハタリに射殺される。ハルルとスクリーンごしに会話した時は旧式のパイロット・スーツを着込んでいたが、いざソロシップに侵攻したときには口が隠れるタイプの新式スーツに着替えていたため、別人かと誤解を招いた。
ハンニバル・ゲン
声 - 玄田哲章
性別：男性 髪の色：紺 髪型：ショートヘア 登場話：第32話〜第35話、発動篇
バクサの位。がっしりした体格。第32話において補給艦キロット・ザンでルクク隊に補給を行い、ルククに直接報告を行っていたが、ルクク隊壊滅直後の第33話には自ら艦隊を指揮してソロ・シップの追跡を行っている。追跡時の乗艦はガドモワ・ザン。艦隊の構成はほかにギタ・ザンおよびズロ・ザンのサディス・ザン級2隻。辺境の宙域について詳しく、ソロシップと交戦したワフト空域、ドウモウ・スター、ナイト・スターすべてについての知識を持っていた。ただし、地球人類の母星のある宙域については知らないとのこと。ドウモウ・スターにおけるイデオンおよびソロシップとの交戦で艦隊を失い、重機動メカギド・マックで脱出。その直後、接近してきた地球連合軍のマーシャル・フランクリン艦隊に投降。第35話ではナイト・スターにおいて共同作戦を行った。画面に登場する際は、戦闘時以外は常に何かを口にしていた。第33話ではビーフジャーキー、第34話ではナッツ、第35話では地球製と思しきポップコーンなど。バッフ・クランでは少数派の「右利き」である。
第35話において重機動メカギド・マックに搭乗してイデオンと交戦、至近距離でミサイルの直撃を受け戦死。
ビラス
声 - 龍田直樹（TV版） / 島田敏（劇場版）
性別：男性 髪の色：黒 登場話：第6話〜第8話、第11話、第12話、第16話、接触篇
ペッチ家に仕えるダミドの副官。野心的なダミドとは逆に小心者。カララを見殺しにしようとする上官の過激な言動に怯えを見せることもあり、異を唱えたこともあったが、結局は生来の小心さからダミドに従ってしまう。
TV版ではジグ・マックの、接触篇ではギル・バウのコックピットでダミドと共に戦死。
メバルル・クオウ
声 - 中谷ゆみ
性別：女性 髪の色：暗青色 登場話：第33話
ハンニバル・ゲン配下の武人。サビアの位。戦闘時以外は眼鏡と帽子を着用。ワフト空域においてエネルギー吸収生命体ヴァンデを利用した作戦を行い、自らギド・マックに搭乗してイデオンを追いつめた。戦闘中にBメカを操縦していたギジェ・ザラルの投降を受諾するが、コスモの信頼に応えたギジェの至近距離からの攻撃を受け、寝返ったギジェを「売国奴」と罵りつつ戦死。
ルクク・キル
声 - 高島雅羅
性別：女性 髪の色：紫 髪型：ロングヘア 登場話：第28話〜第32話
バッフ・クラン本星から派遣された艦隊の司令。泣きボクロが印象的な美人である。グラバの位。直接の描写はなかったが異民族でゾウト出身という設定で、劇中にてハルルに「成り上がり」と評されている。乗艦はガロワ・ザン。バッフ・クランとして初めて地球への直接攻撃を行なった。ゲル結界を張る特殊艦バルメ・ザン、ブラム・ザンを使用した作戦やフリーザー・スカッチを使用してイデオンを氷漬けにする作戦、重機動メカアブゾノールを使用したエネルギー吸収作戦など、多彩な攻撃でイデオンとソロ・シップを苦しめた。第32話においてダラムのハルル宛ビデオレターを盗み見てその内容に思わず失笑するが、それをハルル配下のクララ・キナに目撃される。報告を受けたハルルは激怒、クララにルククの暗殺を命じた。
太陽系第六惑星付近での戦闘中、ブリッジでクララの銃撃に倒れ、直後にイデオン波動ガンに撃たれ宇宙の塵となった。

### オーメ財団
ダラム・ズバ
声 - 木原正二郎
性別：男性 髪の色：緑 髪型：オールバック 登場話：第21話、第23話〜第30話、第32話、第38話、接触篇、発動篇
オーメ財団の私設軍隊の隊長として登場。乗艦はガブロ・ザン、ゲロワ・ザン。ドロワ・ザンが撃沈された際、重機動メカ ガンガ・ルブでハルルを救った。豪胆な武人で、かつてハルルと恋仲だったが、自ら振った過去がある。それが原因で正規軍を追われ、オーメ財団に拾われたらしい。キャラル星への準光速ミサイル攻撃やイデオンに対して核爆弾を使用するなど、非情な作戦を多用したが、キッチ・キッチンを子供達と気付かず撃ってしまった際には良心の呵責を感じる一面も見せており、単純に戦いを好むだけの人物ではなかったようである。キャラル星で戦力を失った後、オーメ財団と結んだ宇宙軍から補給を受けてソロシップを追跡。バッフ・クランとして初めて地球圏を攻撃した。
第30話において乗機をイデオンに撃墜され、宇宙服に核爆弾を仕込んでコスモに一騎討ちを挑んだが、ソロシップに密航していたギジェ・ザラルに狙撃され頭を撃ち抜かれて絶命。
接触篇ではTV版と設定が異なり、最後まで正規軍に所属。ゲル結界を利用した戦闘を行い、最終的にモエラの命を奪うなど、TV版におけるルククの役割が充てがわれていた。最終的には月面上空で乗艦ごとイデオンソードに真っ二つにされるという最期を遂げる。最後の出撃前に遺言となるハルルへのビデオレターを残していたが、それがハルルの元に届く事はなかった。因果地平でハルルと和解し、ハルルは劇中で初めて女性としての幸福を得た。
ギンドロ・ジンム
声 - 蟹江栄司（TV版） / 加藤精三（劇場版）
性別：男性 髪の色：緑 登場話：第28話、第37話、第39話、接触篇、発動篇
バッフ・クランの経済を支配するオーメ財団代表の貴族。正規軍が失敗した間隙をつき、私設軍を使用してイデオンおよびソロ・シップを奪取しようとした。その後ドバ・アジバと手を結びズオウ大帝打倒を目論むも実行前にイデの流星によりズオウもろともバッフ星は滅んだ。
自身もイデオン包囲作戦に参加し、ドバ・アジバと行動をともにしてバイラル・ジンに乗艦していた。しかしバッフの地球がイデの流星で滅んだ事実を認めることができず激戦のさなかにドバと口論となり、彼に射殺された。死後には因果地平に至る前に霊体としてドバの前に姿を現し、和解の言を述べている。

### その他（バッフ・クラン）
キラルル
声 - 尾崎桂子
性別：女性 髪の色：薄紫 登場話：発動篇
ハルルの側近で、トロロフと同様にクララ・キナと同じ服装。トロロフと共に重機動メカのザンザ・ルブに搭乗してイデオンとソロシップを攻撃。ダメージを与えるも撃墜され、ハルル、トロロフと共にソロシップ内に侵入。トロロフを殺害したバンダ・ロッタを射殺した。その後はハルルと行動を共にしたが、亜空間飛行中のバイラル・ジンがイデオン波導ガンのエネルギーを受けた際、ハルルをかばいながらも共に消滅。もともとはズオウ大帝の侍女の任についていた。
クララ・キナ
声 - 尾崎桂子
性別：女性 髪の色：オレンジ 髪型：短髪 登場話：第32話
補給艦キロット・ザンのスタッフとして登場したが、実はハルル・アジバ配下の女暗殺者集団の一員。ルクク・キルがダラム・ズバのハルル宛ビデオ・レターを盗み見て失笑したことをハルルに報告、ハルルからルクク暗殺を命じられる。太陽系第6惑星付近での戦闘中にガロワ・ザンのブリッジにルククを射殺。ハルルの依頼を果たすも直後に乗艦がイデオン波導ガンの直撃を受け撃沈、艦と運命を共にした。ダラムにこだわるハルルに対して同情的だった。
発動篇ではラストの因果地平のシーンでのみ登場。自身が殺めたルククと和解したらしく、ともに飛翔していた。
ズオウ・ハビエル・ガンテ
声 - 加藤精三
性別：男性 髪の色：白 登場話：第34話、発動篇
バッフ・クランの地球における最高権力者であり支配者。劇中「ズオウ大帝」と呼ばれていた。また、TV版ではベール越しにシルエットが見えるだけでセリフも無かった。
発動篇で初めて画面に登場した。頭頂部は禿げ上がっているのが印象的。短いセリフを述べた直後、イデの流星の直撃を受けて消滅した。
因果地平において、ドバからイデの発動の中心にいたと紹介されたコスモとカーシャを「善き男女」と評し、また「物事すべて単純であらねばならぬ」と語っている。
小説版では劇中より50年ほど前に自らをイデの伝説に登場する英雄の末裔と称し、階級支配を提唱し実践した人物とされる。それ以前のバッフ・クランの地球は科学による環境汚染と爆発的な人口増が深刻な事態を迎えていたが、ズオウの統治以降は徹底した階級社会化により民衆とエネルギーの管理規制を敷くことで状況を僅かではあるが打開の方向へと向わせたという実績を持つ。また、そればかりではなく外宇宙への進出を成功させたことにより、地球を汚染することなくエネルギーの消費を拡大させることを実現していた。だが、その反面で人々の貧富の格差は拡大を広げていたという。
トロロフ
声 - 梨羽雪子（現・梨羽侑里）
性別：女性 髪の色：暗緑色 登場話：発動篇
キラルルと同様にハルルの側近で、こちらもクララ・キナと同じ服装。キラルルと共に重機動メカザンザ・ルブに搭乗してソロ・シップを攻撃、加粒子砲の直撃を与えた。イデオンに撃墜され、ハルル、キラルルと共にソロシップ内に侵入した際、バンダ・ロッタのバズーカによる砲撃を受け爆死。彼女もズオウ大帝の侍女だったことがある。
マヤヤ・ラウ
声 - 松原雅子
性別：女性 髪の色：ピンク 登場話：第1話〜第7話、接触篇、発動篇
カララの侍女。わがままなカララに振り回されっぱなしだった。しかし、カララに食料を持ってきたり、庇ったりと侍女としての仕事は完璧に果たしていた。
第7話にてカララを脱走させようとした際、ソロシップのクルーに射殺された。接触篇では、ロッタに射殺される。発動篇の因果地平で、ダミドとともに飛翔していた。
小説版ではマヤヤ・ルラという名で登場。役回りとしてはアニメとほぼ同一だが、射殺されることなくソロシップを脱出しバッフ側に生還する。 その容貌がコスモに母を想起させる。
ミヤ・アイザック
バッフ・クランの舞姫で、近くガルババとの婚礼が決まっていた。本人自身の登場はなくホログラフ映像のみ登場。ガルババの「見たいか」の問いに「ミヤ様の踊りなら」とブリッジクルーが即答しており、バッフ・クランではかなりの有名人らしい。ほとんど民間の文化、芸能の描写が無いバッフ・クランに於いてそれを匂わせる貴重な存在。ガルババの艦が波動ガンで破壊された時に、ホログラフがアップになる演出があった。
ロウ・ロウル
声 - 松岡文雄（TV版） / 徳丸完（劇場版）
性別：男性 髪の色：白 登場話：第34話、発動篇
ズオウ大帝の側近の小柄な老人。肌の色は褐色。登場したのはズオウ大帝に短い報告をした場面のみ。
発動篇ではズオウ大帝とともにイデの流星の直撃を受けて消滅した。
ロココ・グリマデ
声 - 山岡葉子
性別：女性 髪の色：黄 登場話：第10話
アバデデ・グリマデの妻で、アバデデ宛のビデオレターに登場。アバデデとの間にルローラという娘がいる。男の子を身籠ったと話していた。

## その他
イデ
声 - 玄田哲章（TV版第34話） / 柴田秀勝（劇場版）
宇宙全体に宿る意思としての存在であり、TVシリーズ終盤や接触編（及び劇場公開予告）において、その意思をコスモやベスなどに投げかけている。

メシア
性別：不明 髪の色：緑 登場話：第39話、発動篇
カララが身篭ったベスとの子。地球人類とバッフ・クランとを結びつける存在として、イデ伝説に登場する救世主に因んで名づけられた。ルウと共にイデの防衛本能の発現の中心となり、母体であるカララの死後もイデの力により生存していた。イデ発動後に因果地平にて誕生し、人々の魂を新天地へと導いた。